# Pieni-Varis
Pieni-Varis är en ö i Finland. Den ligger i sjön Saimen och i kommunerna Taipalsaari och Puumala och landskapen  Södra Karelen och Södra Savolax, i den södra delen av landet, 210 km nordost om huvudstaden Helsingfors. Öns area är 11 hektar och dess största längd är 0,6 kilometer i sydöst-nordvästlig riktning.